# Laurent Somon
Laurent Somon, né le 28 décembre 1957 à Bernaville (Somme), est un vétérinaire et homme politique français.
Membre des Républicains, il est élu sénateur dans la Somme en 2020.
Conseiller général de la Somme de 2001 à 2015 du canton de Bernaville, il est également conseiller départemental de la Somme depuis 2015, réélu en 2021, élu dans la canton de Doullens avec Christelle Hiver, département dont il a présidé le conseil de 2015 à 2020.
Il a aussi été maire de Bernaville de 2001 à 2015, président de la communauté de communes du Bernavillois de 2008 à 2016, devenue communauté de communes du Territoire Nord Picardie début 2017, qu'il a également présidée de 2017 à 2020.

## Biographie
Diplômé de l'école vétérinaire d'Alfort, profession qu'il exerce jusqu'en 2017. Il commence sa vie politique en se faisant élire conseiller municipal de la commune de Bernaville en 1989, puis maire de Bernaville et conseiller général sur le canton de Bernaville en 2001.Il devient président de la communauté de communes du Bernavillois de 2008 à 2016 et, à la suite de la disparition de cette dernière, de la communauté de communes du Territoire Nord Picardie de 2017 à 2020. En 2015, il est élu conseiller départemental sur le canton de Doullens avec Christelle Hiver, et devient président du conseil départemental de la Somme. En situation de cumul de mandats, il abandonne son poste de maire, pour en devenir adjoint.
Il est élu sénateur en septembre 2020 et se voit contraint de démissionner de ses mandats locaux à l'exception de son mandat de conseiller départemental.
Réélu conseiller départemental, il quitte le groupe de la majorité départementale en avril 2022 pour protester contre le ralliement à Emmanuel Macron dans le cadre de l'élection présidentielle, de Stéphane Haussoulier, son successeur à la présidence du département. En mars 2022, il signale à la justice des détournements de fonds dont se serait rendu coupable ce dernier durant la période 2015/2023, alors que celui-ci était son vice-président entre 2015 et 2020. L’enquête confirmera les faits et Stéphane Haussoulier sera condamné pour détournement de fonds publics et escroquerie en 2024.
Il soutient la candidature de Bruno Retailleau à la présidence de LR lors du congrès de 2022.